# HD 138852
HD 138852，又名BD+64 1074，SAO 16754、HR 5785，是一颗恒星，视星等为5.79，位于銀經99.67，銀緯45.05，其B1900.0坐标为赤經15h 29m 31.3s，赤緯+64° 45.05′ 42″。